# Johan Kimrin
Johan Thomas Marcus Kimrin, född den 6 mars 1978 i Limhamn, Malmö, är en svensk förläggare, översättare och redaktör med fokus på serier. Han har även arbetat som hiphop-artist, discjockey och journalist. Kimrin är en av grundarna till Apart Förlag som han numera (2019) driver på egen hand.

## Biografi

### Musikkarriär
Kimrin var under flera år på 1990-talet aktiv som hiphop-artist, där han medverkade i Malmögrupper som Reflx och Malmø Headbangers. Därutöver har han haft en solokarriär under namnet Qau. Kimrin har engagerat sig för rap framförd på svenska och var initiativtagare till samlingsskivorna Returmusik, volym 1 (1997), Alla talar svenska (1998) och Alla talar fortfarande svenska (1999), samt raptävlingen Svenska Öppna Rap-SM år 2001.
År 2015 medverkade han på singeln Mitt crew tillsammans med artister som Maskinen och Joy M’Batha. Kimrin har även arbetat som discjockey och klubbarrangör. Tillsammans med journalisten Tony Ernst utgör Kimrin DJ-duon Folkhemsdesperados, som uteslutande spelar countrymusik.

### Journalist och skrivande
Kimrin inledde sin journalistbana på Värnpliktsnytt 1998, och har därefter arbetat på tidningar som Sydsvenskan, Expressen och Aftonbladet. Han har varit redaktör för flera Egmont-tidningar som Elvis, Agent X9 och Star Wars samt agerat textare på Kalle Anka Extra.
Kimrin har gjort cameoroller i såväl Elvis som i Martin Kellermans serie Rocky.

### Apart förlag
2011 grundade Kimrin Apart Förlag tillsammans med Jimmy Wallin och Jonas Anderson, men driver idag förlaget på egen hand. Förlaget ger ut översatta versioner av serier såsom The Walking Dead, Sherlock Holmes, Game of Thrones och Valhall. Man har även publicerat svenska kreatörer som Kim W. Andersson, Daniel Ahlgren och Pär Thörn.
Apart Förlag har gjort sig känt för annorlunda grepp såsom specialskrivna förord i svenska utgåvor samt Jimmy Wallins zombiefierade porträtt, bland annat ett av August Strindberg under dennes minnesår 2012. Tillsammans med pedagoger har lärarhandledningar tagits fram för de olika översättningarna i syfte att användas i grundskoleundervisning.

### Familj
Johan Kimrin är bror till Ola Kimrin, tidigare proffs i Washington Redskins.

## Diskografi
- 1997 – Returmusik, Volym 1, RETURCD 001
- 1998 – Alla talar svenska, RETURCD 002[2]
- 1999 – Alla talar fortfarande svenska, RETURCD 003
- 2000 – Qau, RETURCD 004[13]